# Under the Gunn
《Under the Gunn》為美國真人秀節目《天橋驕子》的衍生節目，由美國Lifetime頻道播放。其節目主旨皆安排曾參加歷屆《天橋驕子》的三位設計師在節目中作為比賽導師，並分別帶領和指導其四位設計師進行一系列的比賽。

## 節目形式
節目的主持人為《天橋驕子》的導師Tim Gunn，而三位歷屆《天橋驕子》的參賽設計師並在節目中擔任比賽導師，而該三位設計師均為第八季選手以及《全明星》第一季勝出者Mondo Guerra、第九季勝出者Anya Ayoung-Chee，以及第二季選手Nick Verreos。而節目的常座評審均為造型師Jen Rade、《Marie Claire》高級時尚編輯Zanna Roberts Rassi以及時裝設計師Rachel Roy。
在比賽正式開始前，所有參賽設計師須通過選拔賽，再由導師們揀選其心儀的選手，而每位導師並只限揀選四位選手，而如果該名參賽設計師獲得超過一名的導師挑選的話，其並可以自行選擇其心儀導師。
而節目的比賽形式大致與《天橋驕子》相同，而每集各設計師會有不同的考驗，有時會使用非傳統衣質的材料製作服裝；為名人或特定族群設計衣服；為成衣公司設計產品，或製作專門主題的服裝。每次挑戰，他們會得到特定的金錢預算和限定的時間來製作服裝，通常都是獨立一人工作，但是有時一些主題需要分組工作，而同樣每位比賽導師並會在設計師工作期間向設計師給予意見和指導。到了限期後，設計師要為模特兒換上服裝及髮型、化妝等工序。模特兒會穿著設計師的作品走秀，同時評審們亦會評審各人的作品。其後評審們會詢問設計師的設計的意念與訪問他們分組的工作，最後會選出一名勝出設計師和一名落敗設計師，但如果當在挑戰中獲得高／低分的兩位設計師隸屬同一位導師卻未能揀選出獲勝或淘汰的設計師的話，評審們並可將其選擇權交由其導師決定，而每次挑戰獲勝的設計師會獲得5,000美元，但同時落敗的設計師會被淘汰，而當有一位比賽導師隊內的四位設計師全部被淘汰的話，該名導師同樣並會被淘汰。而當餘下三至四位設計師時，設計師會設計一個迷你系列，而最後會由評審們選出比賽的獲勝者。
而節目有15位設計師爭取冠軍的頭銜，而獲勝設計師可得到十萬美元的創業金、由「Brother Industries」提供的縫紉室及縫紉設備、免費的巴黎豪華之旅、「Blowpro」提供的造型用品、為「Benefit Cosmetics」設計制服的機會、《Marie Claire》內頁特別專訪、一輛2015年「Lexus CT」以及獲得在「francesca's」銷售其設計的成衣、珠寶及配飾的機會；而獲勝設計師的導師同樣並會獲得一輛2015年「Lexus CT」以及《美麗佳人|Marie Claire》內頁特別專訪，並且作為其客座編輯一年。

## 設計師
- 按名字序：

| 設計師             | 參賽年齡 |
| ------------------ | -------- |
| Amy Sim            | 53       |
| Asha Daniels       | 25       |
| Blake Smith        | 25       |
| Brady Lange        | 29       |
| Camila Castillo    | 47       |
| Isabelle Donola    | 33       |
| Melissa Grimes     | 29       |
| Michelle Uberreste | 29       |
| Natalia Fedner     | 30       |
| Nicholas Komor     | 26       |
| Oscar Lopez        | 40       |
| Rey Ortiz          | 32       |
| Shan Keith         | 33       |
| Sam Donovan        | 23       |
| Stephanie Ohnmacht | 37       |

## 挑戰排名
| 設計師    | 1   | 21  | 3    | 42   | 5    | 63   | 72   | 84   | 9    | 10   | 11   | 12  | 13     | 淘汰集數                               |
| --------- | --- | --- | ---- | ---- | ---- | ---- | ---- | ---- | ---- | ---- | ---- | --- | ------ | -------------------------------------- |
| Oscar     | IN  |     | IN   | HIGH | LOW  | WIN  | HIGH | HIGH | WIN  | WIN  | IN   | ADV | 勝出者 | 13 - Finale                            |
| Sam       |     | IN  | WIN  | IN   | IN   | IN   | IN   | WIN  | IN   | HIGH | LOW  | ADV | 第2名  | 13 - Finale                            |
| Asha      |     | IN  | IN   | HIGH | WIN  | IN   | IN   | HIGH | LOW  | LOW  | HIGH | ADV | 第3名  | 13 - Finale                            |
| Shan      | IN  |     | HIGH | IN   | HIGH | LOW  | WIN  | IN   | HIGH | WIN  | WIN  | ADV | 第4名  | 13 - Finale                            |
| Blake     | IN  |     | HIGH | IN   | LOW  | LOW  | LOW  | IN   | LOW  | HIGH | OUT  |     |        | 11 - The Benefit of Fashion            |
| Natalia   | LOW |     | IN   | IN   | LOW  | HIGH | HIGH | LOW  | HIGH | OUT  |      |     |        | 10 - Crossing Teams                    |
| Michelle  | IN  |     | LOW  | WIN  | IN   | IN   | IN   | LOW  | OUT  |      |      |     |        | 9 - Trouble in the Lounge              |
| Stephanie |     | LOW | LOW  | IN   | LOW  | HIGH | LOW  | OUT  |      |      |      |     |        | 8 - It's an Unconventional Beach Party |
| Nicholas  |     | IN  | IN   | LOW  | IN   | LOW  | OUT  |      |      |      |      |     |        | 7 - Steampunk Chic                     |
| Isabelle  |     | IN  | IN   | LOW  | OUT  |      |      |      |      |      |      |     |        | 5 - Hit the Stage                      |
| Brady     | IN  |     | IN   | OUT  |      |      |      |      |      |      |      |     |        | 4 - Unconventional Vampire             |
| Camila    | IN  |     | OUT  |      |      |      |      |      |      |      |      |     |        | 3 - Red Carpet Showdown                |
| Amy       |     | OUT |      |      |      |      |      |      |      |      |      |     |        | 2 - The Mentor Face Off                |
| Rey       |     | OUT |      |      |      |      |      |      |      |      |      |     |        | 2 - The Mentor Face Off                |
| Melissa   | OUT |     |      |      |      |      |      |      |      |      |      |     |        | 1 - Who Is Under the Gunn?             |

- ^Note 1 ：在正式比賽開始前，設計師須分為兩組進行選拔賽，而當中會有三位設計師被淘汰。
- ^Note 2 ：於該挑戰評審們決定由Anya揀選須淘汰的設計師。
- ^Note 3 ：鑑於評審們認為該挑戰獲得低分的兩位設計師（Nicholas與Shan）仍有可展現空間，因此評審們決定該挑戰不進行淘汰。
- ^Note 4 ：於該挑戰評審們決定由Mondo揀選能夠獲勝的設計師。

  其背景色表示設計師為Nick的學員
  其背景色表示設計師為Mondo的學員
  其背景色表示設計師為Anya的學員
  其背景色表示設計師為《Under the Gunn》勝出者
  其背景色表示設計師能晉級時裝週
  其背景色表示設計師於該挑戰中獲勝
  其背景色表示設計師於該挑戰中獲得第二高分，但沒有獲勝
  其背景色表示設計師於該挑戰中獲得第三高分，但沒有獲勝
  其背景色表示設計師於該挑戰中為最後第三名，但沒有被淘汰
  其背景色表示設計師於該挑戰中為最後第二名，但沒有被淘汰
  其背景色表示於該挑戰中被淘汰的設計師

## 各集簡介
常座評審皆為：Jen Rade、Zanna Roberts Rassi（第8、9集缺席）、Rachel Roy（第4、5集缺席）
第1集：Who Is Under the Gunn?
15位設計師來到洛杉磯，參加《Under the Gunn》。而在正式比賽開始前，設計師須分為兩組進行選拔賽，而當中會有三位設計師被淘汰。
| 組別 | 設計師                                                        |
| ---- | ------------------------------------------------------------- |
| 1    | Blake、Brady、Camila、Melissa、Michelle、Natalia、Oscar、Shan |
| 2    | Amy、Asha、Isabelle、Nicholas、Rey、Sam、Stephanie            |
而第一組設計師會首先進行選拔賽，而其選拔挑戰為運用放置在其工作桌上的布料設計一款時裝，並且只有六小時的時間完成作品。而在展示過後導師們會開始揀選設計師，而每位導師並只會揀選四位設計師，而當設計師有超過一名的導師被揀選的話，設計師並可以自行選擇其心儀導師；而沒有被導師揀選的設計師則會被淘汰。
| 導師  | 設計師             |
| ----- | ------------------ |
| Mondo | Michelle、Camila   |
| Anya  | Blake、Brady、Shan |
| Nick  | Natalia、Oscar     |
第2集：The Mentor Face Off
餘下的第二組設計師須在30秒內搶取放置在學院草地上的布料，其後運用其布料設計一款時裝，而同樣設計師並只有六小時的時間完成作品。鑑於第一組只有一位設計師被淘汰，因此該選拔會淘汰兩位設計師。
| 導師  | 設計師              |
| ----- | ------------------- |
| Mondo | Asha、Sam           |
| Anya  | Nicholas            |
| Nick  | Isabelle、Stephanie |
第3集：Red Carpet Showdown
設計師於首場挑戰須設計一款屬於自己風格的荷里活紅毯禮服，並會有200美元的預算以及一天的時間完成作品。
第4集：Unconventional Vampire
設計師須以「吸血鬼」為靈感，運用其在學院草地上選取的布料及非常規材料設計一款時裝，但同樣每位設計師最多只可以選取五款布料。設計師會有一天的時間完成作品。
- 客座評審：

- - Trina Turk（英语：Trina Turk），時裝設計師
  - Zoey Deutch，演員

第5集：Hit the Stage
設計師須為歌手Zendaya設計一款舞台表演服飾，並會有150美元的預算以及一天的時間完成作品。
- 客座評審：Zendaya

第6集：Pompeii Team Challenge
設計師須聯同與其隸屬導師相同的設計師合作設計一個包含3款設計的系列，而靈感來源則來自「Getty Villa」以及電影《Pompeii》。每隊會有500美元的預算以及一天的時間完成一系列作品。
- 客座評審：Wendy Partridge，時裝設計師

第7集：Travel Town Museum
餘下的設計師被帶到「Travel Town Museum」，並在該處被告知須設計一款蒸氣朋克風的前衛派時裝，並會有300美元的預算以及兩天的時間完成作品。
- 客座評審：Georgina Chapman，時裝設計師／時裝品牌「Marchesa」創辦人之一／《天橋驕子：全明星》常座評審

第8集：It's an Unconventional Beach Party
設計師須以海灘派對用品作為材料設計一款可參與海灘活動的時裝，並會有一天的時間完成作品。
- 客座評審：Georgina Chapman

第9集：Trouble in the Lounge
餘下的設計師被告知須設計一款可因應日夜場合替換的一件式時裝，並會有250美元的預算以及一天的時間完成作品。
- 客座評審：Macklemore，歌手

第10集：Crossing Teams
設計師須兩人一隊，而每隊設計師須為「francesca's」設計一個包含三款設計的系列，並會有450美元的預算以及一天的時間完成一系列作品。
- 隊伍：

- - Asha＆Natalia
  - Blake＆Sam
  - Oscar＆Shan

- 客座評審：Sei Jin Alt，「francesca's」銷售總監

第11集：The Benefit of Fashion
設計師須各為一位普通女性設計新造型及與其新造型配搭的時裝，並會有200美元的預算以及一天的時間完成作品。
- 客座評審：Annie Ford Danielson，「Benefit Cosmetics」代言人

第12集：Superhero Fashion
餘下的設計師被告知須各揀選一位「Marvel」的超級英雄作為靈感來源設計一款時裝，並且會有兩天的時間以及250美元的預算完成作品。
| 設計師 | 設計靈感       |
| ------ | -------------- |
| Asha   | Falcon         |
| Oscar  | Gamora         |
| Sam    | Hawkeye        |
| Shan   | Captain Marvel |
該挑戰並為參賽設計師的最後一場挑戰，評審們並會在該挑戰中揀選能夠晉級至時裝週的設計師。
- 客座評審：Jaimie Alexander，演員

第13集：Finale
設計師須在三天的時間內完成一個包含5款設計的迷你系列，並且會有2,500美元的預算完成系列，而同樣設計師並會有縫紉助手協助其完成作品系列，而其縫紉助手為《Under the Gunn》的被淘汰設計師。
| 設計師 | 其縫紉助手 |
| ------ | ---------- |
| Asha   | Michelle   |
| Oscar  | Natalia    |
| Sam    | Blake      |
| Shan   | Stephanie  |
而節目的時裝週會在「Los Angeles Theatre」舉行，而設計師並會在時裝週內發佈其迷你系列。最後，評審們會透過點出其系列的優缺點，並選出《Under the Gunn》的勝出者。
- 客座評審：

- - Neil Patrick Harris，演員
  - Heidi Klum，超模／《天橋驕子》主持人／常座評審

## 外部連結

### 節目網站
- 天橋驕子：師徒大戰官網 （页面存档备份，存于）（英）